# 角木肇
角木肇（1963年12月3日—），是日本動畫與電玩遊戲領域當中相當活躍的機械設定師。本名加藤一（同人作家時代曾以本名使用），初出道時所使用的筆名則是或。本人從未公布過本身筆名的漢字表記，漢語圈中經常以「角木肇」稱呼之。但他本人亦已公開說明這一名字沒有相對應漢字，也明言不希望使用任何漢字代替。
角木肇最為人所知的工作是GUNDAM系列的模型（俗稱鋼普拉）的機械設定與模型監修。經過他改良的（特別是GUNDAM系模型）的設計被稱為Ver.Ka。另外，雖然以機械設定為主要工作，但也從事過人物設定。

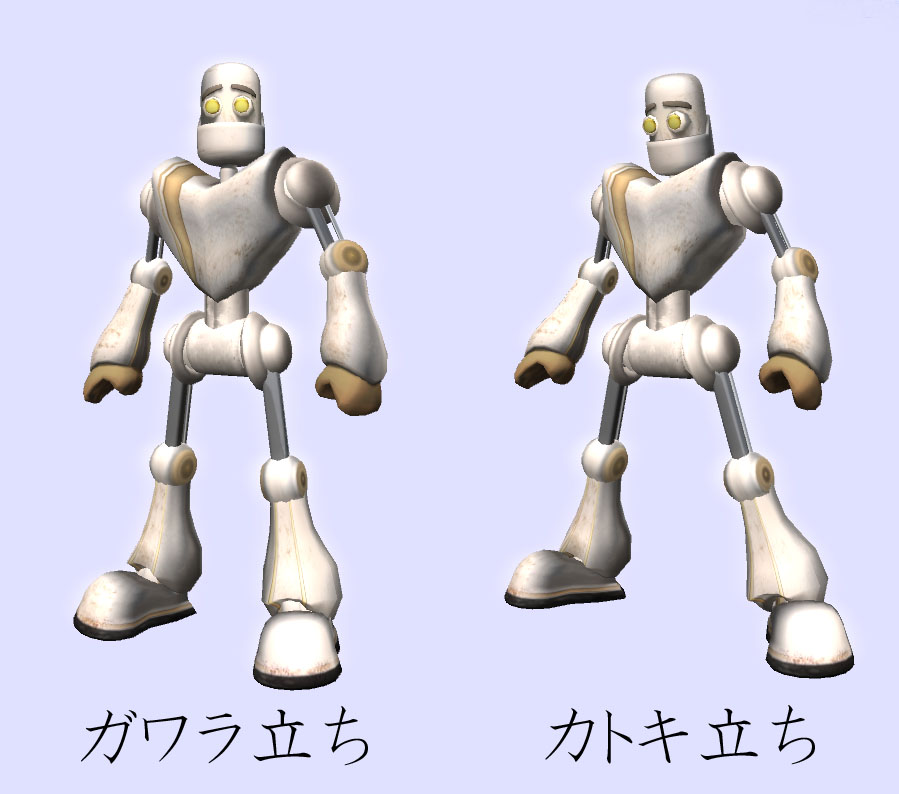
「大河原邦男式立姿」（左）與角木肇式立姿」（右）

他所畫的設定圖當中，機器人幾乎都採取「兩腳打開與肩同寬，兩足確實地站立於大地上，雙肘微曲，雙手握拳，抬頭挺胸」的姿勢。被稱為「角木肇式立姿」（カトキ立ち）。

## GUNDAM關連作品
動畫系列
- 機動戰士GUNDAMZZ （以加藤肇名義）
- 機動戰士GUNDAM0083：Stardust Memory
- 機動戰士VGUNDAM
- 機動武鬥傳GGUNDAM
- 新機動戰記GUNDAMW
- 新機動戰記GUNDAMW Endless Waltz
- 機動戰士GUNDAM 第08MS小隊
- 机动战士GUNDAMUC
- SD GUNDAM FORCE
- 機動戰士GUNDAMNT

雜誌上的作品
- 設定畫稿・模型・漫画 Gundam Sentinel （加藤肇名義）
- 設定畫稿・模型 GUNDAMSentinel 0079 （加藤肇名義）
- 設定畫稿 機動戰士海盜GUNDAM
- 设定画稿 机动战士GUNDAMUC
- 插圖 GUNDAM FIX

模型與玩具相關作品
- 玩具 "GUNDAM FIX FIGURATION" / 全系列概念設計與監修
- 玩具 "ZEONOGRAPHY" / 全系列概念設計與監修
- 模型 High Grade Universal Century（HGUC）系列 / 部分產品概念設計
- 模型 Master Grade（MG）系列 / 部分產品概念設計
- 模型 Master Grade Ver.Ka 系列 / 監修與概念設計

## 其他動畫作品
- 機動警察PATLABOR 2 劇場版
- 機動警察PATLABOR WXIII
- Keroro軍曹（開場動畫）
- 短暫和平《永別了武器》

## 其他登載於雜誌的作品
- 6億公里的磷光（6億kmの燐光）
- 灼熱的龙騎兵 RED HOT DRAGON（日语：灼熱の竜騎兵）（僅雜誌連載時）

## 其他立體設計作品
- 原創娃娃 KATOKI DESIGN momokomono（オリジナルドール KATOKI DESIGN momokomono）（PetWORKS）
- 圖像傳感器鼠標 M-MAPP1KH系列（ELECOM）

## 電玩遊戲
- X68000版宇宙巡航艦II說明書插圖 （名義）
- 電腦戰機Virtual ON系列機械設定（世嘉）
- 超級機器人大戰系列原創機體之機械設定（萬普）
- POLICENAUTS（KONAMI）
- 機動戰士鋼彈 宇宙相逢篇（万代）
- 超攻合神（超攻合神サーディオン）